# Luis de Quintanar

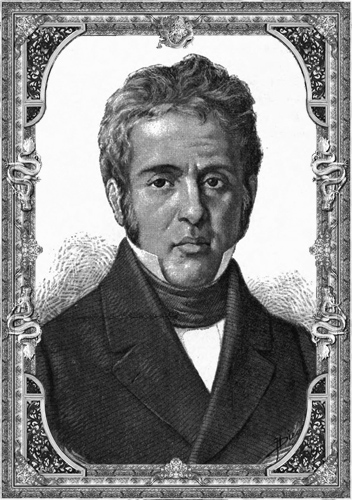

Luis de Quintanar Soto Bocanegra y Ruiz (San Juan del Río, 22 december 1776 - Mexico-Stad 16 november 1837) was een Mexicaans politicus en militair.
De Quintanar begon zijn militaire carrière in 1801 in het Spaanse koninklijke leger als luitenant met het bevel over een regiment dragonders. Tijdens de Mexicaanse Onafhankelijkheidsoorlog bleef hij het Spaanse leger trouw en klom op tot brigadier. Na de proclamatie van het Plan van Iguala sloot hij zich aan bij het Leger van de Drie Garantiën aan de zijde van Agustín de Iturbide en werd benoemd tot generaal.
In 1822 steunde hij de kroning van Iturbide tot keizer van Mexico, die hem benoemde tot gouverneur van Jalisco, en schafte tijdens die periode onder andere de slavernij af. Quintanar had na de val van het keizerrijk zitting in de grondwetgevende conventie van 1823-1824 en werd militair bevelhebber van Jalisco. Hij werd van die post ontheven nadat hij verdacht werd van een monarchistische samenzwering, en werd als bevelhebber opgevolgd door José Joaquín de Herrera. Vervolgens dreigde de staat Jalisco met onafhankelijkheid, en Herrera slaagde er niet in Quintanar uit diens post te ontzetten. Deze ontrusten leidden ertoe dat de grondwetgevende conventie besloot het territorium Colima van Jalisco af te splitsen. In 1824 werd Quintanar door Nicolás Bravo alsnog verdreven en in Mexico-Stad gevangengezet, maar kreeg korte tijd later amnestie van president Guadalupe Victoria.
Quintanar was aanhanger van Anastasio Bustamante, en steunde in 1829 het plan van Jalapa, waarbij president Vicente Guerrero uit het zadel werd gestoten. Quintanar was samen met Pedro Vélez en Lucas Alamán staatshoofd van Mexico in de laatste week van 1829 in het triumviraat van 1829 en droeg op 1 januari 1830 de macht over aan Bustamante. Quintanar overleed in 1837.
- Library of Congress Control Number: nr96007916
- Virtual International Authority File: 54045102
- WorldCat: E39PBJcC4yV7jdF7fQvhJQxFKd